# SpaceShipTwo
L'SpaceShipTwo (SS2) és un avió espacial suborbital dissenyat per a realitzar turisme espacial. S'està desenvolupant com a part del programa Tier 1b de The Spaceship Company, a l'inici una aliança d'empreses de Scaled Composites (30%) i Virgin Galactic (70%), de la qual Virgin va adquirir la totalitat de les parts l'octubre del 2012.
El White Knight Two de Scaled Composites, un avió de reacció propulsat per un motor de coet, transporta el SS2 cap a la seva altura de llançament. Un cop s'allibera a l'atmosfera superior, el SS2 planeja cap a la Terra i fa un aterratge convencional. L'avió espacial va ser oficialment donat a conèixer al públic el 7 de desembre del 2009 al Mojave Air & Space Port (Aeroport i port espacial de Mojave) a Califòrnia. El 29 d'abril de 2013, després de gairebé tres anys de la primera prova sense propulsió, l'aeronau va fer amb èxit el seu primer vol de prova propulsat.
Virgin Galactic planeja operar una flota de cinc avions espacials SpaceShipTwo en vols espacials privats i començar el 2014, i va fer reserves fins llavors, amb un vol suborbital que porta un preu de tiquet inicial de 200.000 dòlars. L'avió espacial també podria transportar càrregues útils científiques per la NASA i altres organitzacions espacials. La societat Virgin Galactic va anunciar que s'havien realitzat 300 reserves i avançat 40 milions de dòlars.
El juny 2014, el projecte va ser proposat a Lleida com candidat del «Premi Internacional Smart People with Smart Ideas» del programa «Lleida Smart Green City» però finalment no va atènyer la llista dels finalistes. El jurat va optar atorgar el premi a les ulleres Google.
El novembre 2014, després de l'accident i la pèrdua total del SS2 núm. 1, el projecte s'ha ajornat sine die. SS2 núm. 2 està en fase de muntatge. Un altre problema pendent de ser investigat a fons és l'impacte ecològic i climàtic de l'emissió regular de grans quantitats de partícules de carbó a gran altitud.

## Història

### Context astronàutic
Des del 1957 amb el llançament del Spútnik 1, el primer objecte en òrbita, ha sorgit una àmplia bretxa entre el creixement de la tecnologia en la indústria espacial comercial i el desenvolupament del dret internacional que regula aquesta indústria. En un futur pròxim, els viatges espacials ja no estaran reservats exclusivament als astronautes capacitats i els molt rics. Per contra, els recents avenços tecnològics fan que els llançaments espacials siguin més econòmics amb l'ús de vehicles de llançament reutilitzables, que abarateixen considerablement el cost, i això ha fet que diverses entitats privades planegen llançar programes de vols espacials comercials en els anys vinents. Virgin Galactic va assegurar 500 pagaments inicials per al seu vol espacial suborbital de 200.000 dòlars per llançar-lo el 2014.
Generalment, el terme turisme espacial es refereix a qualsevol activitat comercial que proporciona als clients una experiència de viatge espacial directa o indirecta. Aquestes activitats van des d'estades de llarga durada en estacions orbitals a vols orbitals de curta durada, vols suborbitals, i els vols parabòlics en avions que exposen els passatgers a breus intervals d'ingravidesa.
L'era del turisme espacial va començar l'any 2001 amb el viatge orbital de 20 milions de dòlars a l'Estació Espacial Internacional que va fer l'empresari Dennis Tito. Des de llavors, només altres sis turistes han viatjat a l'espai, pagant 35 milions de dòlars per viatges similars. Les expectatives per al futur del turisme espacial van canviar significativament amb l'aparició al mercat de vols privats suborbitals. El 1996, la X Prize Foundation va oferir un premi de 10 milions de dòlars a la primera organització privada que fundés, desenvolupés i llancés una nau espacial capaç de transportar persones a una altura de 100 quilòmetres i tornar a la terra de manera segura en un termini de dues setmanes. Vuit anys després, Scaled Composites, LLC va guanyar el premi amb el seu vehicle SpaceShipOne. L'èxit de SpaceShipOne va dirigir el president de Virgin Atlantic Airways, Sir Richard Branson a invertir 25 milions de dòlars en una nova aventura titulada Virgin Galactic. Fins ara, Virgin Galactic ha fet el seu primer vol de prova amb alimentació amb el seu vehicle SpaceShipTwo, ha assegurat aproximadament 500 dipòsits pels seus bitllets a 200.000 dòlars, i els plans de llançament de les seves operacions comercials poc després de 2014. Altres empreses espacials utilitzen diferents tecnologRaquel Mariaies i models en un intent d'entrar al mercat dels vols espacials suborbitals. XCOR Aerospace està desenvolupant un vehicle espacial suborbital de dues persones, el qual està dissenyat per partir i aterrar en una pista d'aterratge. Per oferir vols suborbitals per 102.000 dòlars per passatger, Armadillo Aerospace està construint un vehicle que es llançarà en vertical. Blue Origin, un projecte extremadament custodiat pel CEO d'Amazon.com, Jeff Bezos, planeja llançar un vehicle suborbital totalment reutilitzable que serà capaç de fer volar tres o més passatgers.

### Accident
SpaceShipTwo es va desintegrar el 31 d'octubre del 2014, només dos minuts després que l'aeronau es va separar de l'astronau que el portava. Al moment de l'accident eren a 13,7 km d'alçada i a 32 quilòmetres al nord-est de Mojave (Califòrnia). Va deixar un camp de runes de més de cinc quilòmetres quadrats.
Si bé la  Junta Nacional de Seguretat del Transport (NTSB) encara no va determinar què es va trencar l'avió de prova, «quan les restes es dispersen així, indica la probabilitat de ruptura durant el vol» va dir Christopher Hart, president de la NTSB. Hi havia dos pilots a l'avió en aquell moment. El copilot Michael Tyner Alsbury, de 39 anys, va morir. Peter Siebold, de 43 anys, va fer servir el paracaigudes i va sobreviure amb ferides moderades. Scaled Composites, que també va participar en el programa de vols de prova, va emetre un comunicat dient que Siebold estava alerta i que l'empresa recolzava les agències que investiguen l'accident.

## Disseny
El projecte SpaceShipTwo està basat en part en la tecnologia desenvolupada per l'SpaceShipOne de primera generació, el qual era part del programa Scaled Composites Tier One finançat per Paul Allen. La Spaceship Company llicencia aquesta tecnologia de Mojave Aerospace Ventures, una aliança d'empreses de Paul Allen i Burt Rutan, el dissenyador de la tecnologia predecessora.

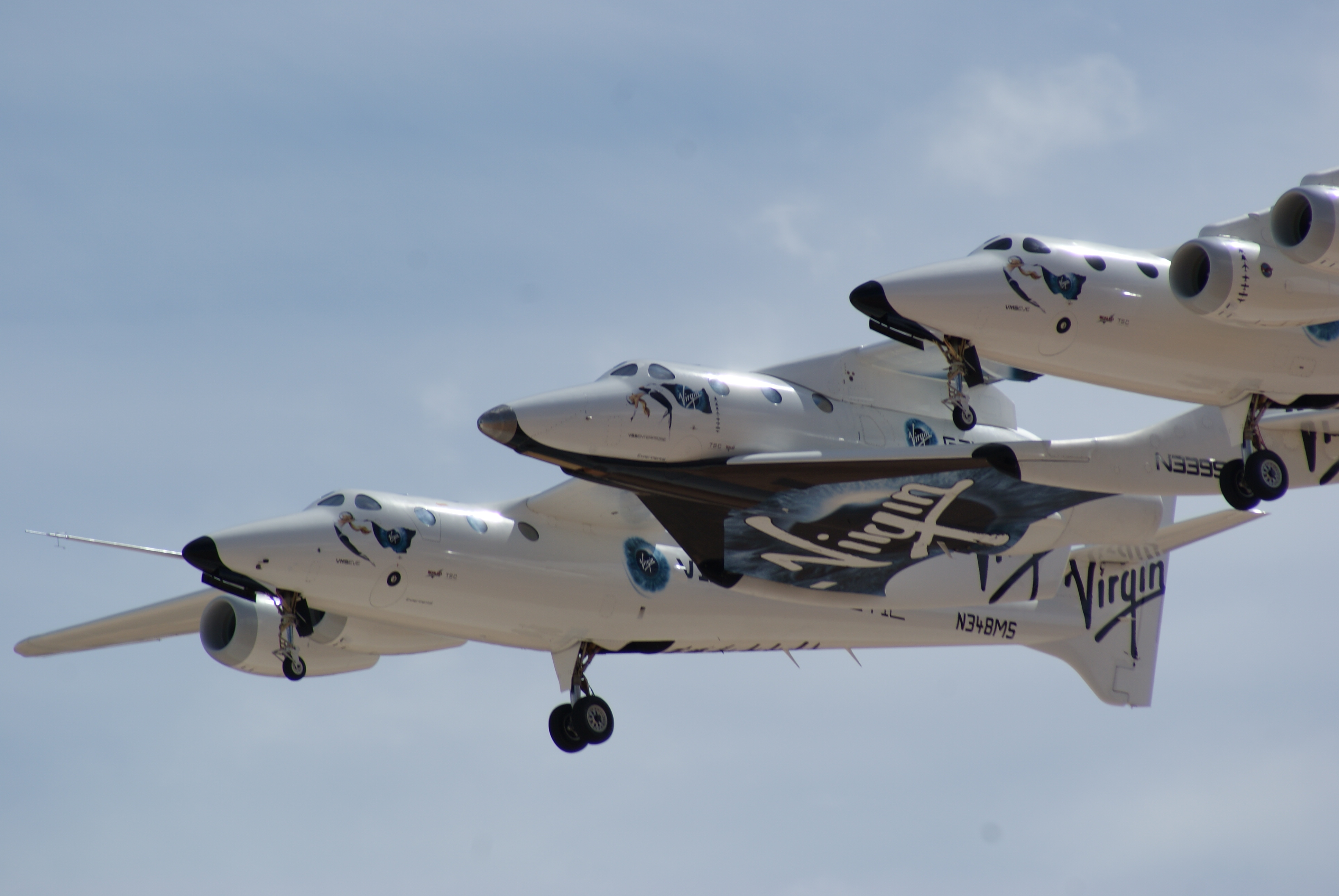
SpaceShipTwo, amb el White Knight Two

La seva capacitat serà per a vuit persones: sis passatgers i dos pilots. L'àpside de l'habilitat nova serà aproximadament 110 km (68 milles) en la termosfera inferior, 10 km més alt que la Línia de Kármán, que era l'objectiu del SpaceShipOne (malgrat la duració, el vol de l'SpaceShipOne va assolir una altitud de 112 km). L'SpaceShipTwo assolirà els 4.200 km/h en utilitzar un sol coet de motor híbrid – el RocketMotorTwo. Es llança des de la seva nau mare, White Knight Two, a una altitud de 15.200 m i entra en velocitat supersònica en vuit segons. Després de 70 segons, s'apaga el motor del coet i l'aeronau s'acostarà a la seva altitud de cim. La cabina de tripulació de l'SpaceShipTwo té una longitud de 3,66 m (12 peus) i 2,28 m (7,5 peus) de diàmetre. El giravolt de l'ala és de 8,23 m (27 peus), la longitud és 18,29 m (60 peus) i l'alçada de cua és 4,57 m.
SpaceShipTwo utilitza una reentrada atmosfèrica, factible a causa de la velocitat baixa de reingrés. En contrast amb això, el transbordador espacial i altres aeronaus orbitals fan la reentrada a velocitats orbitals, properes a 25.000 km/h, i per això necessiten emprar escuts de calor. A més a més, L'SpaceShipTwo és dissenyat per a poder reentrar a l'atmosfera des de qualsevol angle.
 Es desaccelerarà a través de l'atmosfera, el canvi a una posició de vol sense motor a una alçada de 24 km), i trigarà 25 minuts per lliscar de tornada al cosmòdrom.
SpaceShipTwo i White Knight Two tenen, respectivament, aproximadament dues vegades la mida del SpaceShipOne de la primera generació i la nau mare White Knight, el qual va guanyar el premi Ansari X el 2004. L'SpaceShipTwo té unes finestres de 43 cm i 33 cm (17 i 13 polzades) perquè els passatgers gaudeixin de la vista, i tots els seients es reclinaran enrere durant l'aterratge per disminuir la incomoditat de les forces gravitacionals. Pot aterrar de manera segura fins i tot si un accident catastròfic ocorre durant el vol. El 2008, Burt Rutan va remarcar en la seguretat del vehicle:
| « | This vehicle is designed to go into the atmosphere in the worst case straight in or upside down and it'll correct. This is designed to be at least as safe as the early airliners in the 1920s... Don't believe anyone that tells you that the safety will be the same as a modern airliner, which has been around for 70 years | Aquest vehicle és dissenyat per entrar en l'atmosfera en el pitjor dels casos directament o al revés i corregirà el seu rumb. Això és dissenyat per ser almenys tan segur com els primers avions en la dècada dels anys 1920... No creguis a ningú que afirmi que la seguretat serà la mateixa que en un avió modern, que ha sigut del voltant durant setanta anys. | » |

Al setembre del 2011, la seguretat del sistema de reentrada rotatori de SpaceShipTwo es va posar a prova quan la tripulació va perdre breument el control de la nau durant un vol de prova de lliscament. El control va ser restablert després que l'avió espacial va entrar en la seva configuració de ploma, i va aterrar fora de perill després d'un vol de set minuts.

### Flota i lloc de llançament
El client de llançament de SpaceShipTwo és Virgin Galactic, que han ordenat cinc vehicles. Els dos primers foren anomenats VSS (Virgin Space Ship) Enterprise i VSS Voyager. Fins a l'agost del 2013, només VSS Enterprise ha volat; VSS Voyager encara no ha començat les proves de vol.
El WhiteKnightTwo, juntament amb l'SpaceShipTwo, s'enlaira des de l'Mojave Air & Space Port. Spaceport Amèrica (anteriorment conegut com a Southwest Regional Spaceport), un cosmòdrom de 212 milions de dòlars a Nou Mèxic, en part finançat pel govern estatal,

### Trajectòria

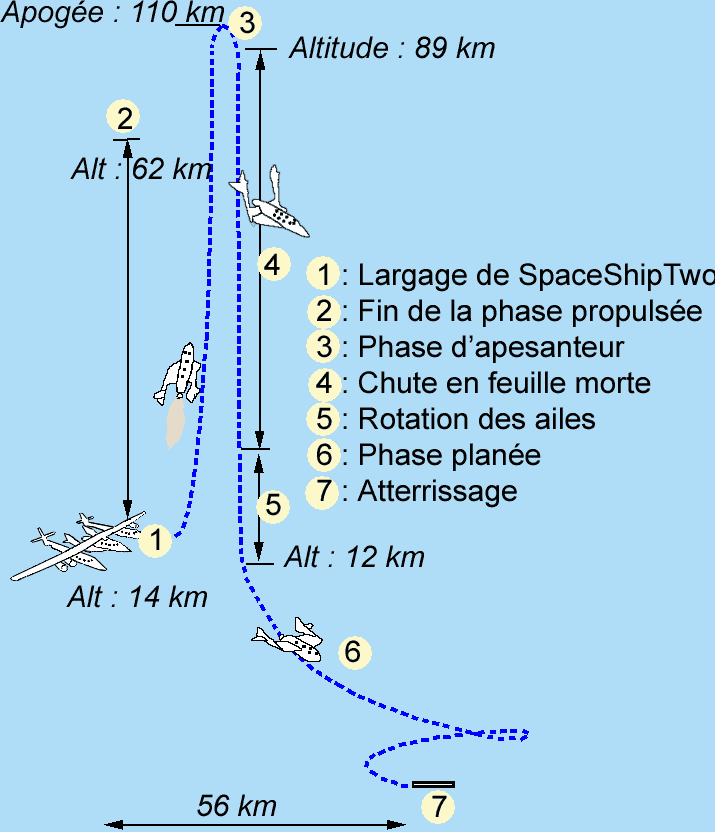
Les diverses fases de vol del SpaceShip Two segons els documents proporcionats per la FAA

L'avió espacial efectua un vol en forma d'espiral que li permet arribar a la seva altura màxima de 110 quilòmetres. La velocitat és de 4.000 km/h. El vol, que dura deu hores en total, es compon de diverses fases:
Enlairament i ascensió
L'avió espacial és transportat pel seu avió transportador, el WhiteKnightTwo a l'altitud màxima de vol (entorn els 15 km). Llavors s'allibera l'avió espacial.
Fase de propulsió
L'avió coet, després d'una breu caiguda lliure, encén el motor del coet i comença un ascens vertical que permet arribar a una velocitat màxima de 4.200 km/h. Els passatgers se sotmetran a 3,8 g. Un cop s'arriba a l'altitud de 60 km, el motor de coet, a punt d'acabar amb el seu combustible (punt d'inflexió), s'apaga i l'avió segueix pujant amb la seva inèrcia, llavors hi ha el començament de la caiguda lliure. És a partir d'aquest punt quan els passatgers notaran l'efecte de la ingravidesa.
Ascensió no propulsada i caiguda lliure
Un cop assolits els 110 km d'altitud (altitud major si el nombre de passatgers es redueix), la velocitat d'ascens de l'avió es converteix en zero. Llavors comença a caure. Al principi de la fase de descens, donada la velocitat relativament baixa i la baixa densitat de l'atmosfera, l'aeronau no frena.
Frenada atmosfèrica
Amb l'augment de la velocitat i la densificació de l'atmosfera, l'aeronau comença a patir una frenada atmosfèrica. Part de les ales s'inclinen 65 graus mentre l'avió se situa al cim de la seva trajectòria, que permet a l'aeronau baixar d'una manera controlada amb trajectòria en espiral sense propulsió. Durant aquesta fase, els passatgers se sotmeten a una breu desacceleració a 6 g.
Descens final
En arribar a una altitud per sobre dels 12 km les ales tornen a la seva posició normal i l'avió comença un planatge que després d'alguns cicles de retropropulsió cap a l'aeroport des del qual l'avió transportador es va enlairar.
L'avió espacial no és una nau espacial: tot i que arriba a l'òrbita, amb la seva velocitat horitzontal nul·la no pot mantenir-se òrbita. Això significaria que la seva velocitat horitzontal hauria de ser aproximadament 7,91 km/s (a 28.476 km/h).

## Desenvolupament
El 28 de setembre de 2006, el fundador de Virgin Group, Sir Richard Branson, va presentar una maqueta de la cabina de passatgers SpaceShipTwo a l'exposició NextFest al Centre de Convencions Javits a Nova York. El disseny del vehicle va ser revelat a la premsa al gener 2008, amb la declaració que el vehicle estava complet al voltant del 60%. El 7 de desembre de 2009, es van dur a terme la presentació oficial i llançament de SpaceShipTwo. En l'esdeveniment, el llavors governador de Califòrnia, Arnold Schwarzenegger, va batejar el primer SpaceShipTwo com a VSS Enterprise.

### 2007: explosió durant una prova
El 26 de juliol de 2007 va tenir lloc una explosió durant una prova de flux oxidant a l'Mojave Air & Space Port, on es realitzaven proves primerenques dels sistemes de l'SpaceShipTwo. La prova de l'oxidant incloïa omplir el tanc oxidant amb 4.500 kg (10.000 lliures) d'òxid nitrós, i a continuació amb una prova d'injector de flux fred durant quinze segons. Tot i que les proves no van incendiar el gas, tres empleats van morir i tres van ser ferits, dos críticament i un seriosament, per impacte de metralla.

### Provant el RocketMotorTwo
Entre el 2005 i el 2009, Scaled Composites va realitzar nombroses proves de coet a petita escala per a avaluar el disseny de motor de SpaceShipTwo. Després de resoldre el disseny de coet híbrid del RocketMotorTwo, l'empresa va començar a fer proves de coet a plena escala de foc calent l'abril de 2009. Pel desembre del 2012, s'havien realitzat amb èxit 15 proves, i el mes de març de 2013 es van realitzar proves addicionals de superfície. Al juny del 2012, la FAA va emetre un permís de proves de coets per a Scaled Composites, el que va permetre començar els vols de prova del SS2 propulsat pel RocketMotorTwo; el primer vol propulsat va tenir lloc el 29 d'abril del 2013.

### Vols de prova de l'SpaceShipTwo
A gener de 2014, SpaceShipTwo ha realitzat 31 proves reeixides de vols, amb un altre vol el juny de 2011 que va ser cancel·lat després de fallar la separació de l'SpaceShipTwo del White Knight Two. L'aeronau va utilitzar la seva configuració "feathered" d'ala durant nou d'aquests vols de prova.

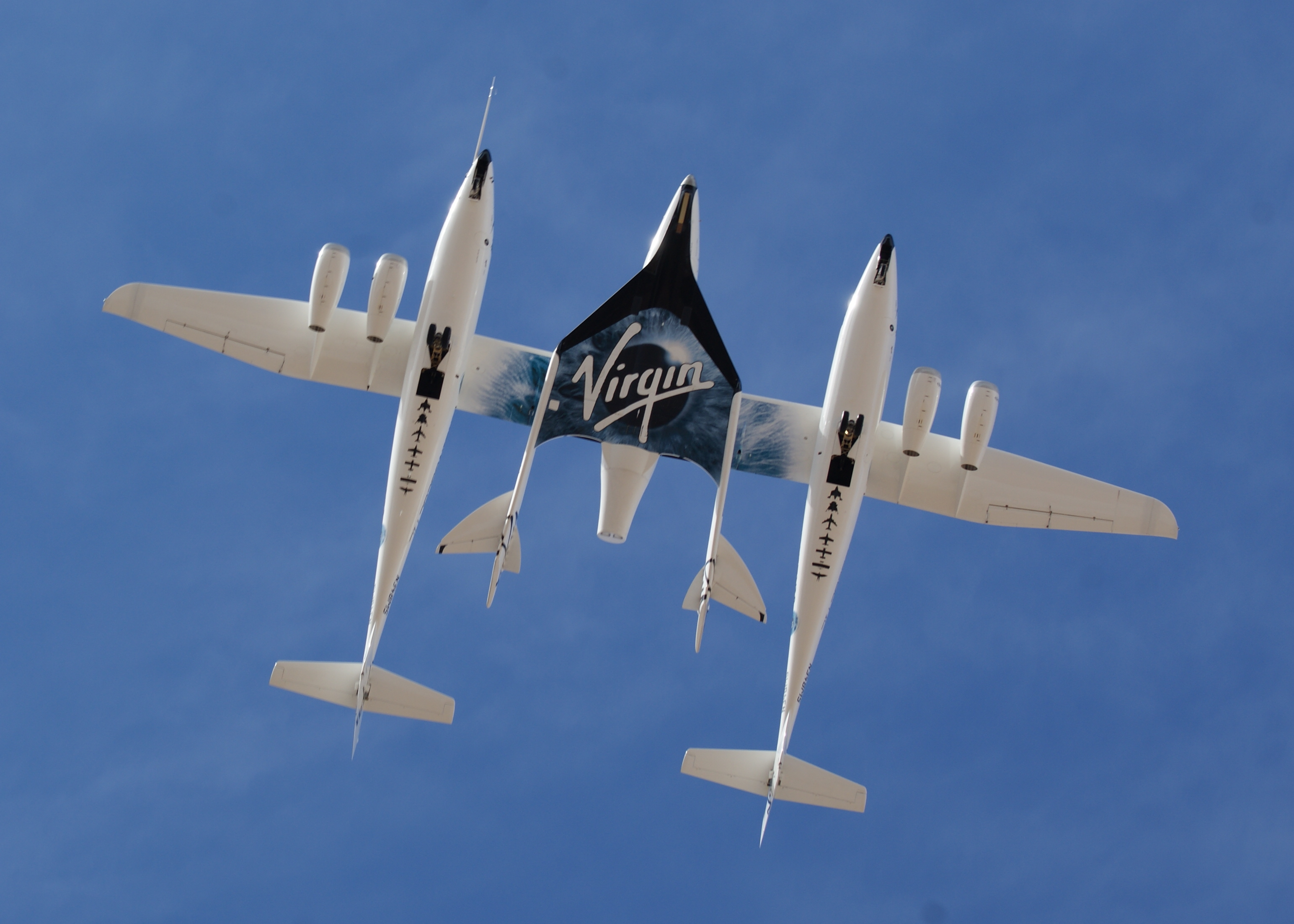
SpaceShipTwo en una configuració de vol captiva per sota del White Knight Two, durant l'homenatge de Spaceport Amèrica a l'octubre de 2010. Es mostra el VMS Eve portant el VSS Enterprise.

El setembre de 2012, Virgin Galactic va anunciar que s'havia completat essencialment el programa de proves de vol subsònic sense motor. A l'octubre de 2012, Scaled Composites va instal·lar els components clau del motor de coet, i SpaceShipTwo va realitzar el seu primer vol de planatge amb el motor instal·lat al desembre de 2012.
El primer vol de prova en què s'encén per primera vegada el RocketMotorTwo de la nau va tenir lloc el 29 d'abril de 2013. SpaceShipTwo arriba a velocitats supersòniques en aquest primer vol a motor. El 5 de setembre de 2013, l'SpaceShipTwo va realitzar el seu segon vol a motor. En el primer vol a motor de prova del 2014, l'aeronau va assolir una altitud de 71.000 peus (el més alt datat) i una velocitat de Mach 1.4. El WhiteKnightTwo va alliberar l'SpaceShipTwo a una altitud de 46.000 peus.

### Finançament i costos
Els costos de desenvolupament total de SpaceShipTwo van ser calculats al voltant de 400 milions de dòlars el maig del 2011, un augment significatiu sobre l'estimació del 2007, que era de 108 milions de dòlars. Virgin Galactic ha rebut més de 55 milions de dòlars en dipòsits de gairebé 440 clients.

### Proves de vol[53]
| Vol                  | Data         | Duració     | Altitud                 | Velocitat màxima      | Pilot / Copilot   | Notes                                 |
| -------------------- | ------------ | ----------- | ----------------------- | --------------------- | ----------------- | ------------------------------------- |
| 41 / GF01            | 10 oct 2010  | 13 min      | 14.000                  | 333 km/h (180 kn) EAS | Siebold / Alsbury | Primer vol sense motor, Reeixit       |
| 44 / GF02            | 28 oct 2010  | 10 min 51 s | ?                       | 426 km/h (230 kn) EAS | Stucky / Alsbury  | Reeixit                               |
| 45 / GF03            | 17 nov 2010  | 11 min 39 s | ?                       | 456 km/h (246 kn) EAS | Siebold / Nichols | Reeixit                               |
| 47 / GF04            | 13. gen 2011 | 11 min 34 s | ?                       | 463 km/h (250 kn) EAS | Stucky / Nichols  | Reeixit                               |
| 56 / GF05            | 22 abr 2011  | 14 min 31 s | ?                       | ?                     | Siebold / Shane   | Reeixit                               |
| 57 / GF06            | 27 abr 2011  | 16 min 7 s  | ?                       | ?                     | Stucky / Alsbury  | Reeixit                               |
| 58 / GF07            | 4 maig 2011  | 11 min 5 s  | 15.700 m                | ?                     | Siebold / Nichols | Primera prova de vol a motor, Reeixit |
| 59 / GF08            | 10 maig 2011 | 13 min 2 s  | ?                       | ?                     | Stucky / Shane    | Reeixit                               |
| 60 / GF09            | 19 maig 2011 | 11 min 32 s | ?                       | ?                     | Siebold / Binnie  | Reeixit                               |
| 61 / GF10            | 25 maig 2011 | 10 min 14 s | Per sobre dels 15.000 m | ?                     | Stucky / Binnie   | Reeixit                               |
| 64 / GF11            | 14 jun 2011  | 13 min 18 s | ?                       | ?                     | Siebold / Shane   | Reeixit                               |
| 65 / GF12            | 15 jun 2011  | 10 min 32 s | ?                       | ?                     | Stucky / Nichols  | Reeixit                               |
| 66 / GF13            | 21 jun 2011  | 8 min 55 s  | ?                       | ?                     | Siebold / Nichols | Reeixit                               |
| 67 / GF14            | 23 jun 2011  | 7 min 33 s  | ?                       | ?                     | Stucky / Nichols  | Reeixit                               |
| 68 / GF15            | 27 jun 2011  | 7 min 39 s  | ?                       | ?                     | Siebold / Binnie  | Reeixit                               |
| 73 / GF16            | 29 set 2011  | 7 min 15 s  | ?                       | ?                     | Stucky / Nichols  | Parada accidental a la part posterior |
| 115 / PF01           | 29 abr 2013  | 13 min      | 17.130 m                | Mach 1,22             | Stucky / Alsbury  | Reeixit                               |
| 132 / PF02           | 5 set 2013   |             | 14.000 m                | Mach 1,43             | Stucky / Nichols  | Primer vol a motor del SS2, Reeixit   |
| 147 / PF03           | 10 gen 2014  | 12 min 43 s | 22.000 m                | Mach 1,4              | Siebold / Masucci | Reeixit                               |
| 150 / GF29           | 29 jul 2014  |             |                         |                       | Stucky / Mackay   | Vol sense motor amb èxit              |
| ?? / GF33?           | 28 ago 2014  |             |                         |                       | Siebold / Alsbury | Vol sense motor amb èxit              |
| GFxx=vol sense motor |              |             |                         |                       |                   |                                       |
| PFxx=vol a motor     |              |             |                         |                       |                   |                                       |

## Operació comercial
La duració dels vols serà d'aproximadament dues hores i mitja, encara que només uns quants minuts seran a l'espai. El preu inicial serà 200.000 dòlars. Més de 65.000 futurs turistes espacials van sol·licitar el primer lot de 100 tiquets. Fins a desembre de 2007, Virgin Galactic tenia 200 clients amb reserves pels primers vols, i un 95% va superar les proves amb 6-8 g de força centrífuga. A l'inici de 2011, aquest nombre havia augmentat a més de 400 clients, i a 575 els primers dies de 2013. A l'abril de 2013, Virgin Galactic va anunciar que el preu per un seient augmentaria un 25%, a 250.000 dòlars, abans del maig de 2013, i que es mantindria en 250.000 dòlars "fins a les primeres 1.000 persones".
En un ajust de la previsió feta a finals del 2009, Virgin Galactic es va negar a anunciar un calendari ferm per a vols comercials, però sí que van reiterar que els vols inicials se celebrarien al Spaceport America. Abans de l'accident, s'esperava que els primers passatgers que havien pagat poguessin volar a bord de la nau el 2014. A més de fer llançaments suborbitals de passatgers, SpaceShipTwo es comercialitzarà per a missions científiques espacials suborbitals.
Després de l'accident de l'octubre 2014 i la pèrdua total del SS2, no és segur quan el seu successor es pugui fer servir. El novembre 2014 es va pronosticar que el vaixell SS2 núm. 2, a mig armar, podria fer probablement les primeres proves al sol a finals del 2015. Tot i que l'objectiu continua sent volar amb passatgers, aquest sembla molt més llunyà que no ho era abans l'accident, i George T. Whitesides, el director general de Virgin Galactic, no vol aventurar una data. S'ha d'esperar igualment els resultats de la investigació de l'accident per la Junta Nacional de Seguretat del Transport (NTSB) i les eventuals modificacions que imposarà abans de permetre vols comercials.

### Programa sRLV de la NASA
El març de 2011, Virgin Galactic havia presentat SpaceShipTwo com un vehicle de llançament reutilitzable per portar càrregues útils de recerca, en resposta a una sol·licitud de la NASA per desenvolupar un vehicle suborbital reutilitzable (sRLV); aquesta sol·licitud forma part del Programa Flight Opportunities de l'agència. Virgin planeja realitzar vols de recerca amb una alçada màxima de 110 km i una durada d'aproximadament 90 minuts. Aquests vols proporcionaran aproximadament quatre minuts de microgravetat per a càrregues útils d'investigació. Encara no se n'han especificat els Nivells de massa de càrrega útil i de microgravetat. Els vols de recerca de la NASA podrien començar durant el programa de certificació de vols de prova per l'SpaceShipTwo.

### Aeronau futura
L'agost del 2005, el president de Virgin Galactic va declarar que si el servei suborbital amb SpaceShipTwo fos reeixit, el següent SpaceShipThree seria una nau orbital. El 2008, Virgin Galactic va canviar els seus plans i va decidir que la nova nau seria un vehicle per transportar passatgers a alta velocitat, que oferiria transport a través de vols espacials.

## Producció
Mentre el primer WhiteKnightTwo i el primer SpaceShipTwo van ser construïts per Scaled Composites, l'empresa The Spaceship Company és l'encarregada de la fabricació de la segona WK2 i la segona aeronau SS2 per a Virgin Galactic, així com material addicional de construcció a mesura que apareguin altres clients. A l'octubre de 2010, TSC va anunciar els seus plans per tal de construir tres aeronaus WhiteKnightTwo i cinc avions espacials SpaceShipTwo.
Hi ha previstes cinc naus espacials de la classe SpaceShipTwo. Només dues van ser anunciades a l'octubre de 2007 i s'estan desenvolupant en l'actualitat, la VSS Enterprise i la VSS Voyager.
|   | Nom            | Aeronau mare                | Any       | Estat actual¹      |
| - | -------------- | --------------------------- | --------- | ------------------ |
| 1 | VSS Enterprise | VMS Eve                     | 2010-2014 | Destruït           |
| 2 | VSS Voyager    | VMS Spirit of Steve Fossett | ?         | En desenvolupament |

¹Última actualitació de les dades: 14/12/2014

## Especificacions
Característiques generals
- Tripulació: 2
- Capacitat: 6 passatgers
- Longitud: 18,3 m
- Envergadura: 8,3 m
- Alçada:

 Rendiment 
- Velocitat màxima: 4.000 km/h (2.500 mph)
- Sostre de servei: 110.000 m

Característiques generals
- Tripulació: 2
- Capacitat: 6 passatgers
- Longitud: 18,3 m (60 ft)
- Envergadura: 8,3 m (27 ft)
- Alçada: 5,5 m (18 ft – rudders down)
- Pes carregat: 9.740 kg (21.428 lb)
- Planta motriu: 1 × RocketMotorTwo motor de coet híbrid líquid/sòlid

 Rendiment 
- Màxima velocitat: 4.000 km/h (2.500 mph)
- Sostre de servei: 110.000 m (361.000 ft – s'allibera de la nau mare als 15.500 m (50.000 ft))

Referències:

## Impacte ecològic
L'impacte ecològic del turisme espacial sembla problemàtic, i la incidència sobre la capa d'ozó podria ser dolent, si aquesta activitat es desenvolupa. Segons una simulació efectuada pels pèrits de la companyia Aerospace Corporation de Los Angeles, podria provocar danys importants. Les partícules de carbó negre contingudes al sutge absorbeixen un milió de vegades més energia que el diòxid de carboni, principal causant del canvi climàtic en capes més baixes de l'atomosfera. En absorbir la llum del sol, les partícules de carbó s'escalfarien i crearien currents des de l'equador cap als pols, el que podria fer fondre encara més la capa de gel polar. A més, com les partícules són emeses a gran altitud, mai no seràn «rentades» per la pluja, com es fa amb el carbó emès per avions normals. Hi quedarien doncs per sempre.
Un problema de la simulació és l'estimació de la quantitat de sutge emès pels motors de les aeronaus. Virgin no va donar accés a les seves dades. Altres, com Jeff Greason, director d'XCOR Aerospace també a Mojave, una empresa que desenvolupa el Lynx, una aeronau competidora de l'Spaceship, preconitza un progrés tecnològic amb motors molts més nets que els actuals. Manquen encara dades i estudis per a conclusions més definitives sobre l'impacte climàtic, però roman una temàtica sensible. Portaveus de la indústria aeroespacial solen veure menys problemes que pèrits exteriors al sector.